# Sofia Boutella
Sofia Boutella (Algerijns-Arabisch: صوفيا بوتلة , Bab El Oued, 3 april 1982) is een Frans-Algerijnse actrice, danseres en model. Ze was onder meer te zien in Kingsman: The Secret Service, Star Trek: Beyond, Atomic Blonde, Climax en Zack Snyder’s sciencefiction-saga Rebel Moon.

## Biografie
Sofia Boutella is geboren in Algerije als dochter van de Algerijnse jazz-bassist, componist, arrangeur en acteur Safy Boutella en de architecte Samia. Als 10-jarige ontvlucht ze samen met haar familie de burgeroorlog in Algerije om zich in Parijs te vestigen.
De broer van Boutella, Seif, is ook actief in de entertainmentindustrie. Als visual effects-specialist heeft hij onder meer meegewerkt aan The Artist en Homeland.

### Privéleven
Van 2014 tot 2018 had Boutella een relatie met de Ierse acteur Robert Sheehan.

## Carrière

### Dans

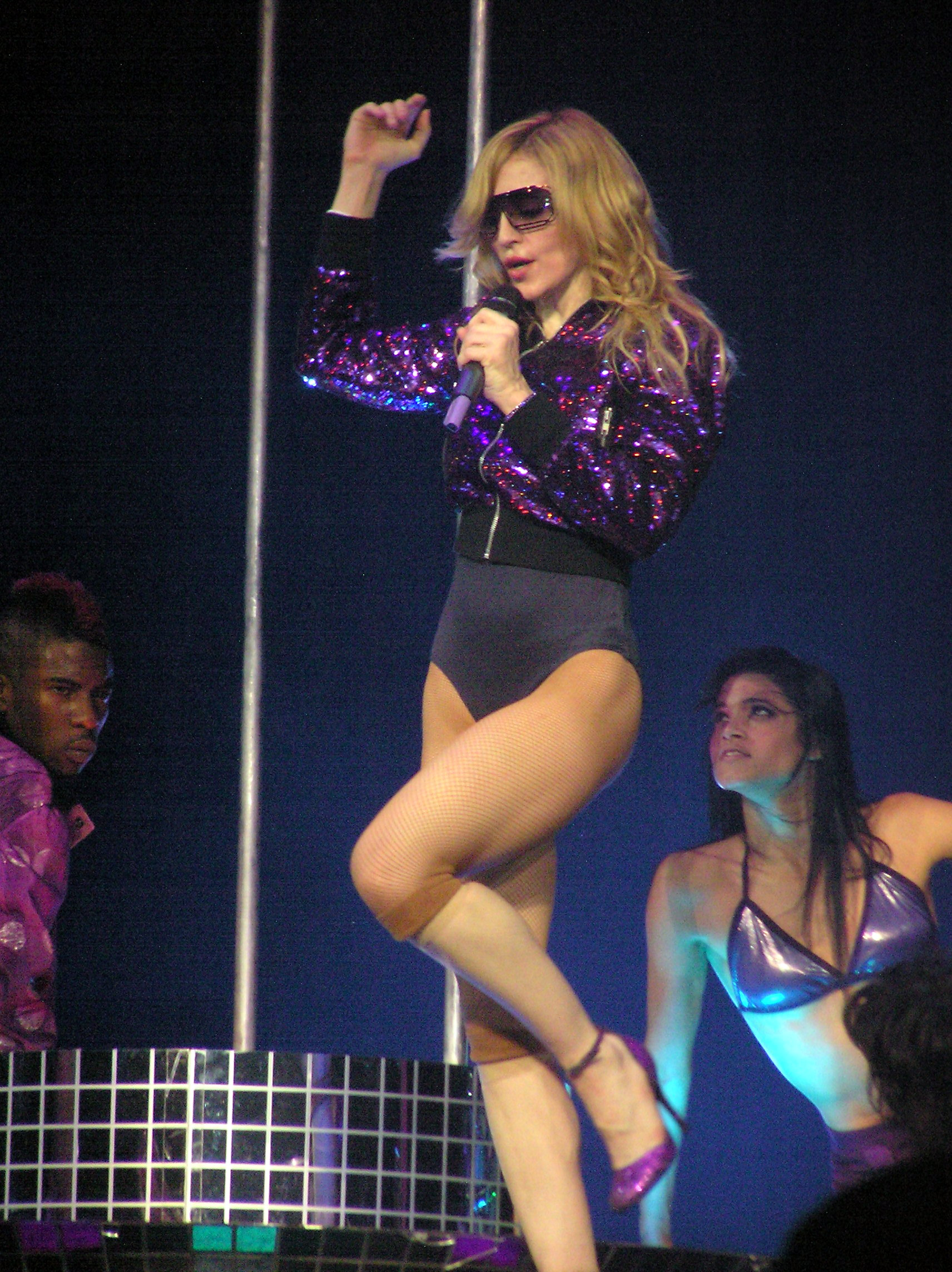
Sofia Boutella tijdens de Confessions Tour van Madonna in 2006.

Boutella begint op 5-jarige leeftijd met klassiek ballet in Algerije. In haar nieuwe thuisland Frankrijk gaat ze opnieuw naar de balletschool, maar ontdekt ze ook jazzballet, hedendaagse dans en hiphop. Later komt daar nog ritmische gymnastiek bij, een discipline waarmee ze als 18-jarige wordt geselecteerd voor het nationale Franse team.
In 2005 kiest Nike haar na een auditie in Parijs als dansboegbeeld voor een campagne met choreograaf Jamie King. De samenwerking verloopt zo goed dat King haar het jaar daarop vraagt als danseres voor de Confessions Tour van Madonna, en opnieuw in 2008-2009 voor de Sticky & Sweet Tour.
Boutella danst ook voor Rihanna, Usher of Jamiroquai, en in de videoclip van Hollywood Tonight, de postume hit van Michael Jackson.
| Muzikant        | Videoclip                              | Jaar |
| --------------- | -------------------------------------- | ---- |
| Cesária Évora   | São Vicente di Longe                   | 2001 |
| Jamiroquai      | Little L                               | 2001 |
| Matt Pokora     | Showbiz (The Battle)                   | 2004 |
| BodyRockers     | I Like The Way (You Move)              | 2005 |
| Axwell          | Feel The Vibe ('Til The Morning Comes) | 2005 |
| Madonna         | Hung Up                                | 2005 |
| Madonna         | Sorry                                  | 2006 |
| Rihanna         | SOS (Nike Work-out Version)            | 2006 |
| Chris Brown     | Wall to Wall                           | 2007 |
| Matt Pokora     | Dangerous                              | 2008 |
| Madonna         | Celebration                            | 2009 |
| Usher           | Hey Daddy                              | 2009 |
| Beat Freaks     | Jump II                                | 2010 |
| Ne-Yo           | Beautiful Monster                      | 2010 |
| Ne-Yo           | Champagne Life                         | 2010 |
| Michael Jackson | Hollywood Tonight                      | 2011 |

### Film
Tussen het toeren als danser door werkt Boutella aan haar droom om actrice te worden. Ze gaat in de leer bij Elizabeth Kemp in Parijs en volgt les aan de Stella Adler Conservatory of Acting  in Los Angeles. In 2012 doet ze het laatste optreden van haar professionele danscarrière – met Madonna tijdens de halftime show van de Super Bowl – om zich volledig te richten op een filmcarrière.
Twee jaar later beleeft Boutella haar doorbraak als actrice met de actiefilm Kingsman: The Secret Service, waarin ze – op blades – naast Samuel L. Jackson staat. Zelfs met haar professionele dansachtergrond zal ze maandenlang moeten trainen om de martial arts van deze fysieke actierol onder de knie te krijgen. Boutella blijft zich toeleggen op bijrollen om naar eigen zeggen het vak te leren en mag werken met Chris Pine in Star Trek: Beyond, Tom Cruise in The Mummy, Michael Shannon in Fahrenheit 451, Jodie Foster in Hotel Artemis en Charlize Theron in Atomic Blonde.
In 2023 krijgt ze haar eerste hoofdrol als Kora in de eerste twee delen van de Rebel Moon-saga van Zack Snyder. 

## Nominaties en prijzen
Voor haar rol als Gazelle in Kingsman: The Secret Service:
- 2016: National Film Award (UK) - Nominatie
- 2017: CinemaCon Award - Female Star of Tomorrow - Gewonnen